# Georg von Isakovics

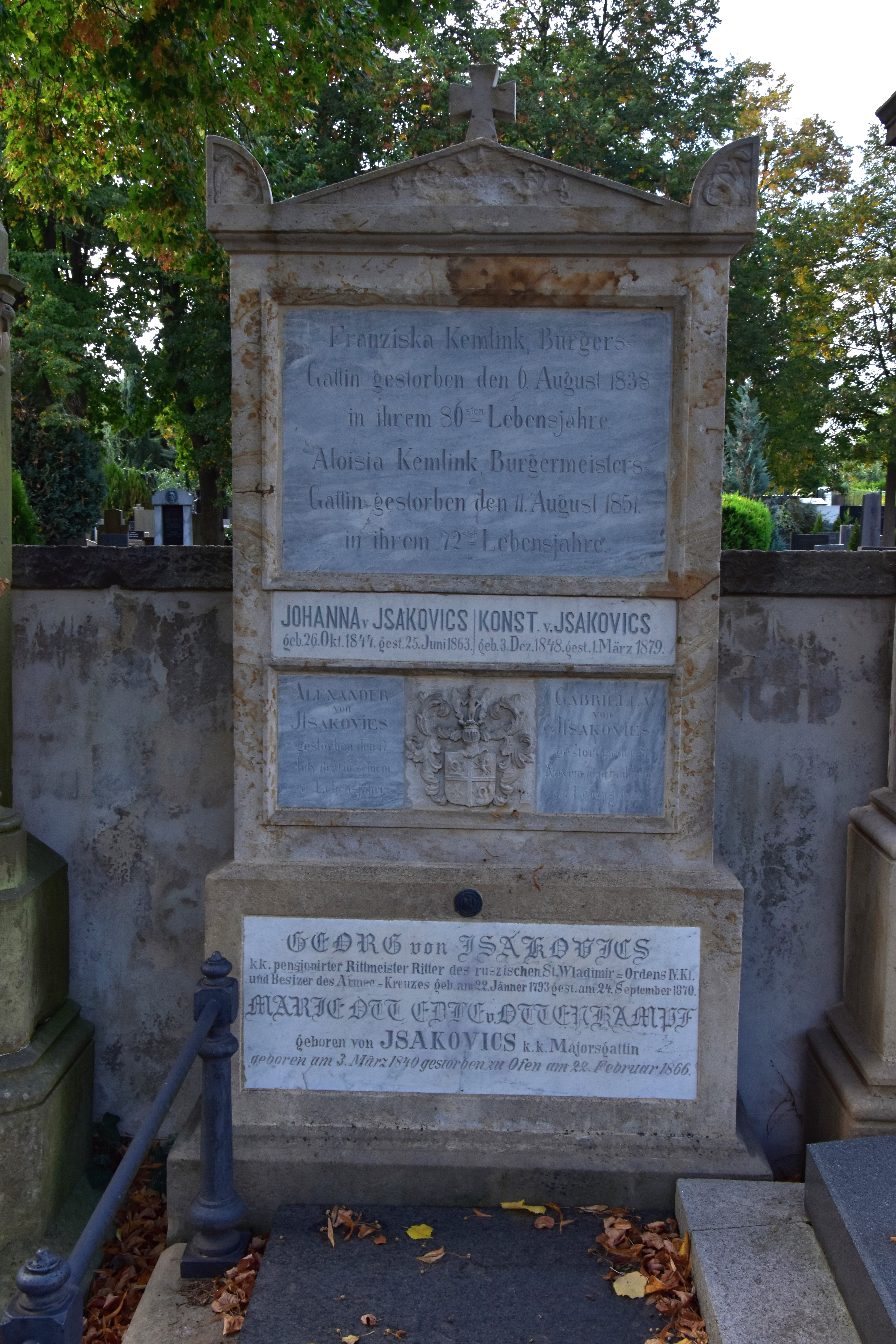
Hrob Georga von Isakovicse, hřbitov v Pouchově

Georg von Isakovics (22. ledna 1793 Sremska Mitrovica, Vojvodina, Srbsko – 24. září 1870 Hradec Králové) byl rytmistr husarského pluku a rytíř ruského řádu svatého Vladimíra a nositel armádního kříže.
V roce 1813 se účastnil bitvy u Lipska. Dle rodové tradice byl v suitě důstojníků, která v roce 1814 doprovázela Napoleona na ostrov Elba.
Dne 5. února 1834 se oženil s Aloisií Kemlinkovou (narozena 20. 10. 1808), dcerou dlouholetého hradeckého primátora Aloise Kemlinka. S manželkou Aloisií měli syna Karla z Isakovicse, který byl radou zemského soudu a po smrti svých rodičů se ujal správy domů v Hradci Králové.
Georg von Isakovics byl majitelem domů v Hradci Králové na Malém náměstí (čp. 115), na Velkém náměstí (čp. 164) a v Tomkově ulici (čp. 177).
Byl pohřben na hřbitově v Pouchově.